# Takayuki Yoshida
Takayuki Yoshida (吉田 孝行, Yoshida Takayuki) est un ancien footballeur japonais né le 14 mars 1977. Il était attaquant et est désormais entraîneur.

## Palmarès
Yokohama Flügels
- Vainqueur de la Super Coupe d'Asie en 1995
- Vainqueur de la Coupe du Japon en 1998
- Finaliste de la Coupe du Japon en 1997

Yokohama F. Marinos
- Vice-Champion du Japon en 2000

Oita Trinita
- Champion de J-League 2 en 2002

## Carrière d'entraineur
- depuis aout 2017 :  Vissel Kobe